# Fernando Santana (político)
Fernando Matos Santana (Juazeiro do Norte, 5 de janeiro de 1981) é um administrador e político brasileiro. Em 2018, foi eleito deputado estadual pelo Ceará pelo Partido dos Trabalhadores (PT) com 95 665 votos. E, em 2022, reeleito com 111.639 votos.

## Presidência e vice-presidência da Assembleia Legislativa do Ceará
Fernando Santana foi eleito pela primeira vez para o cargo de vice-presidente da Assembleia Legislativa  para o biênio 2019/2020, em uma eleição que consagrou José Sarto como presidente. Ele sucedeu Tin Gomes no cargo. Com a renúncia de José Sarto da presidência da Assembleia Legislativa do Ceará e do mandato de deputado para assumir a prefeitura de Fortaleza em 2021, Fernando Santana assumiu o comando da casa interinamente entre o fim de dezembro de 2020 até fevereiro de 2021, sendo sucedido por Evandro Leitão. Ele foi reeleito para um segundo mandato de vice-presidente da Casa Legislativa logo em seguida, para o biênio 2021/2022 e reeleito para um terceiro mandato no biênio 2023/2024.